# Ebony Flowers
Ebony Flowers (née dans le Maryland) est une enseignante diplômée en sciences de l'éducation et auteure de bande dessinée américaine.
En 2019, Drawn and Quarterly publie sa première bande dessinée, Hot Comb, qui suit la vie de plusieurs femmes noires depuis un salon de coiffure.

## Biographie
Flowers obtient un baccalauréat universitaire (B.A.) en anthropologie biologique et un doctorat de l'université du Wisconsin à Madison. Elle définit sa formation comme celle d'une ethnographe. Elle enseigne la biologie dans un lycée de South Side, un quartier de Chicago ; à Luanda, en Angola, elle enseigne la science au collège.
Lors de ses études à l'université du Wisconsin, elle a Lynda Barry comme enseignante et celle-ci devient une influence majeure de Flowers.

## Œuvres
- Participation à : Diane Noomin et collectif, Drawing Power: Women's stories of sexual violence, harassment and survival, Abrams Books, 2019 (ISBN 9781419736193), prix Eisner de la meilleure anthologie 2020[3]
  - traduit en français par Samuel Todd sous le titre Balance ta bulle : 62 dessinatrices témoignent du harcèlement et de la violence sexuelle, Massot Éditions, 2020  (ISBN 978-2380352283)
- Hot Comb (Drawn and Quarterly, 2019)  (ISBN 9781770463486)

## Distinctions
- 2019 : prix Ignatz du nouveau talent prometteur pour Hot Comb
- 2020 : 
  - prix Eisner de la meilleure histoire courte pour Hot Comb[4]
  - prix Ignatz du meilleure roman graphique pour Hot Comb[5]